# 竹村製作所
株式会社竹村製作所（たけむらせいさくしょ）は、長野県に本社を構える水道・給水装置および水環境装置の製造・販売・保守業務を行う企業である。
TAKEMURA（タケムラ）の商標で知られる。

## 概要
水道設備を製造・販売する企業として、現在は、「給水装置部門」と「水環境装置部門」の2事業を中心に展開している。長野県内に本社と2工場、東日本を中心に11拠点を構える。竹村式不凍栓・不凍バルブを開発し、高い評価を得た。

## 沿革
- 1947年（昭和22年）4月 - 長野県長野市にて創業する。
- 1949年（昭和24年）10月 - 竹村式不凍バルブを発明。専門工場を設営し、市販を開始。
- 1954年（昭和29年）4月 - 株式会社竹村製作所となる。
- 1958年（昭和33年）5月 - 社団法人日本水道協会（現・公益社団法人）検査工場に認定された。
- 1990年（平成2年）6月 - 本社ビルを新築。
- 1994年（平成6年）10月 - 三水村（現・飯綱町）に浄水工場「アクアゾーン」（濾過装置の製造工場）を新築移転する。
- 1996年（平成8年）11月 - 長野オリンピック関連施設「アクアウィング」にプール循環濾過装置8基を納入。
- 1997年（平成9年）11月 - アクアゾーン三水工場に加工工場を新築。
- 1999年（平成11年）1月 - 全社・全店を対象としてISO9001認証取得。
- 2003年（平成15年）9月 - 本社・工場・長野支店および三水工場を対象にISO14001認証取得。